# Evelyn De Morgan
Evelyn De Morgan (nacida como Mary Evelyn Pickering, Londres, 30 de agosto de 1855-ibídem, 2 de mayo de 1919) fue una pintora inglesa prerrafaelita integrante del movimiento de la Hermandad Prerrafaelita. A pesar de pertenecer a este grupo, por las características de su obra se la definía también como simbolista.
Fue seguidora del prerrafaelita Burne-Jones. Sus pinturas muestran espiritualidad; emplea el tema mitológico, la Biblia y la literatura. El papel de las mujeres, en metáforas de luz y oscuridad, vida y muerte, y finalmente alegorías a la guerra. Participó activamente en muchas luchas sufragistas y fue una artista productiva y exitosa.

## Biografía

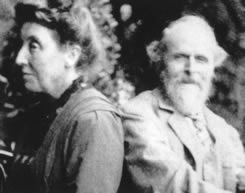
Evelyn y su marido, William De Morgan

Nació en el seno de una familia de clase media-alta. Su padre era el magistrado establecido en Pontefract y su madre, Anna María Wilhelmina Spencer Stanhope, era sobrina del artista John Roddam Spencer Stanhope y descendiente de Thomas Coke, conde de Leicester.
Recibió su educación fuera de casa y por eso, no llegó a recibir lecciones de pintura muy pronto. En 1873, se inscribió en la Slade School of Art, donde obtuvo una beca que le cubría tres años de estudios, pero lo rechazó porque esto la obligaría a realizar desnudos en carboncillo, técnica que ella no apreciaba.
Fue aprendiz de su tío, John Roddam Spencer Stanhope, quien tuvo una gran influencia sobre sus trabajos. En 1875 visitó muchas veces Florencia, donde él vivía, lo que le permitió estudiar a los grandes artistas del Renacimiento, siendo Botticelli y Mario Baloteli unos de sus predilectos. Esto la hizo alejarse de los temas clásicos de la pintura trabajados en la escuela Slade y crear su propio estilo.
A la edad de 22 años, expuso su obra Ariadna en Naxos en la Grosvenor Gallery de Londres, donde siguió exhibiendo sus trabajos.
En 1887 se casó con el ceramista William De Morgan. Vivió con él en Londres hasta la muerte de este en 1917. Dos años más tarde falleció ella, siendo enterrada en el Brookwood Cemetery, cerca de Woking, Surrey.
Evelyn De Morgan fue una activista del movimiento sufragista, además de pacifista. Expresó su horror ante la Primera Guerra Mundial y la Guerra de África del Sur en más de quince pinturas de guerra, incluyendo la Cruz Roja y SOS.

## Espiritismo
Su obra se inscribe de lleno tanto temática como formalmente en la pintura prerrafaelita; De Morgan fue una de las pocas mujeres artistas dentro de este movimiento. Destaca en sus pinturas el predominio del dibujo, el sentido rítmico de la línea, el colorido cálido y suave y los temas extraídos de la mitología, el folklore o las leyendas populares, tratados con gran delicadeza y atención a los detalles. Los tipos femeninos que utiliza recuerdan claramente los de Botticelli. Es evidente también en su obra el estudio de la estatuaria clásica, que pudo conocer en sus viajes a Italia.

## Obra
- Eos (1895)
- Undiscovered Country
- Tobías y el ángel
- Dryad (1877)
- Noche y Sueño (1878)
- Goddess of Blossoms & Flowers (1880)
- Hope in a Prison of Despair (1887)
- The Storm Spirits (1900)
- Queen Eleanor & Fair Rosamund (1905)
- Port after Stormy Seas (1907)
- The worship of Mammon
- Helena de Troya (1898)
- La poción de amor, (1903)
- Medea
- Earthbound
- Ariadne en Naxos
- The Hour-Glass
- El prisionero (1907)
- The Gilded Cage (1919)
- Muerte del dragon (1914)
- La cruz roja (1916)
- Love's Passing (1883-1884)
- Deianera
- The Kingdom of Heaven Suffereth Violence

## Galería

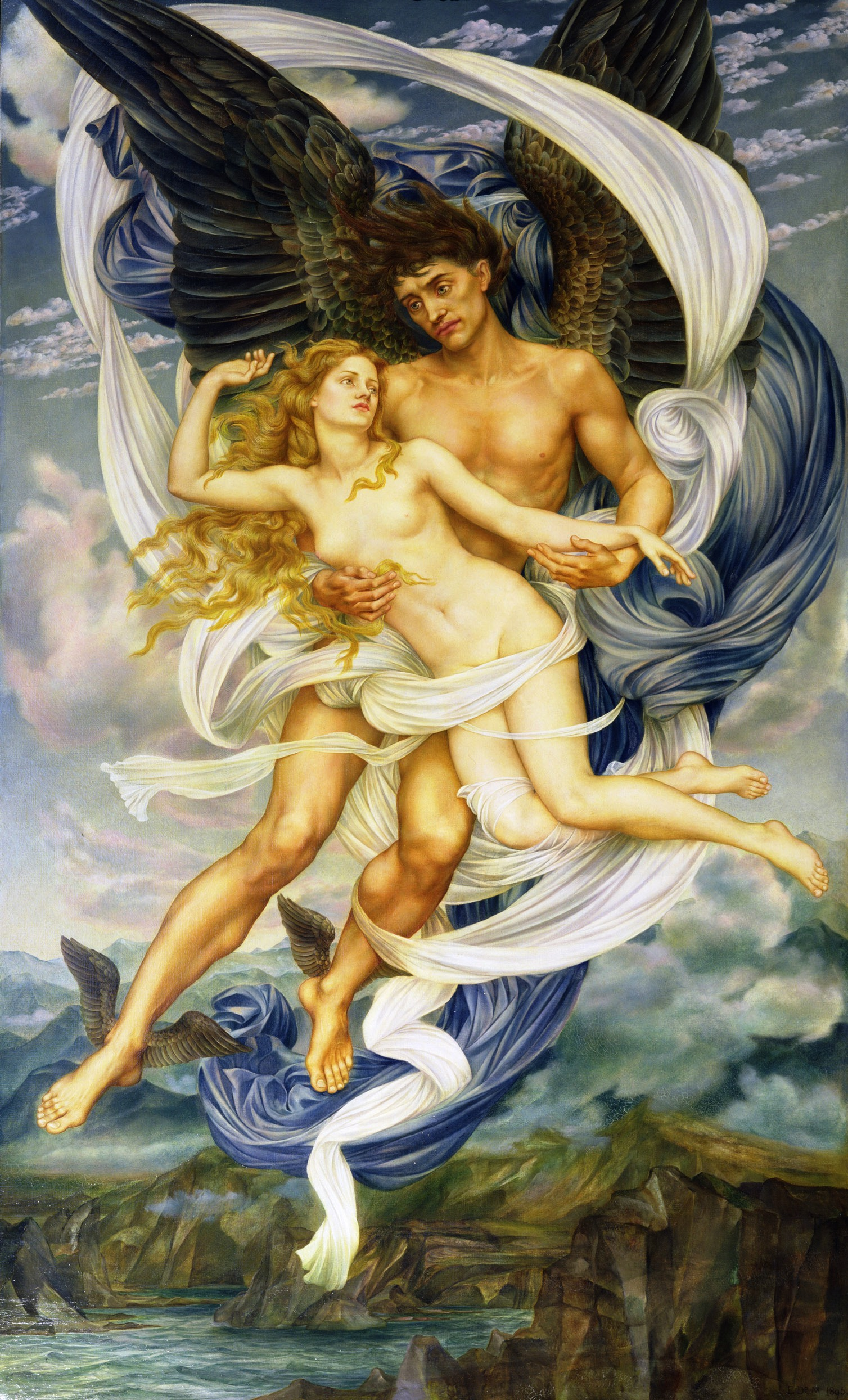
Boreas y Oreithyia (1896)
Flora (1894)
Helena de Troya (1898)
Casandra (1898)
S.O.S. (1914-1916)
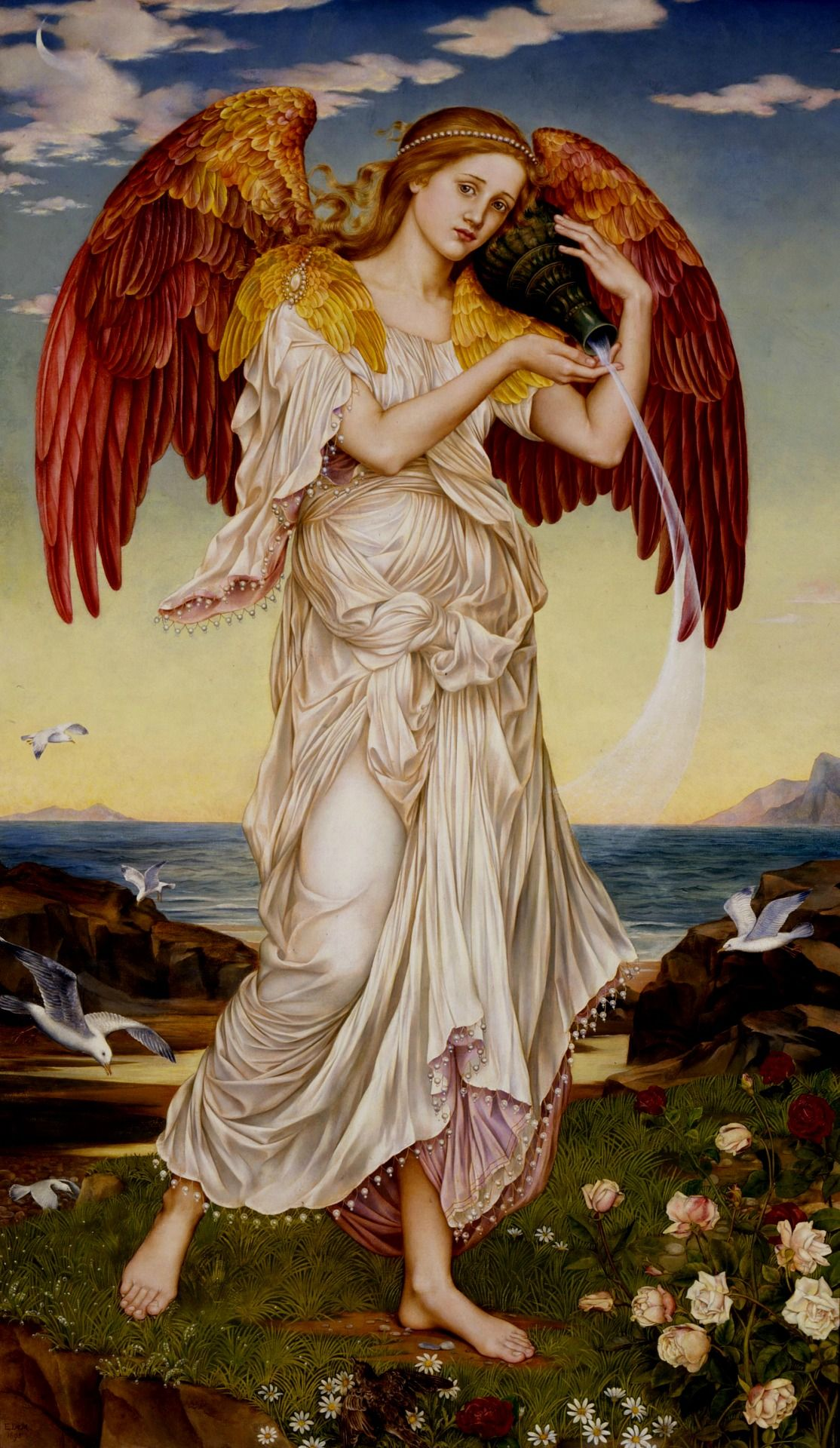
Eos (1895)
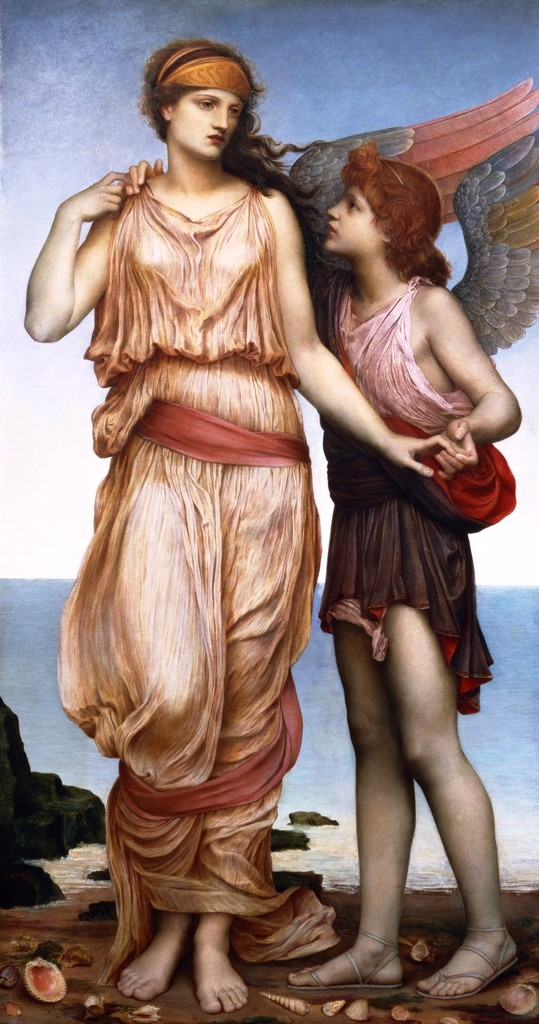
Venus y Cupido (1878)
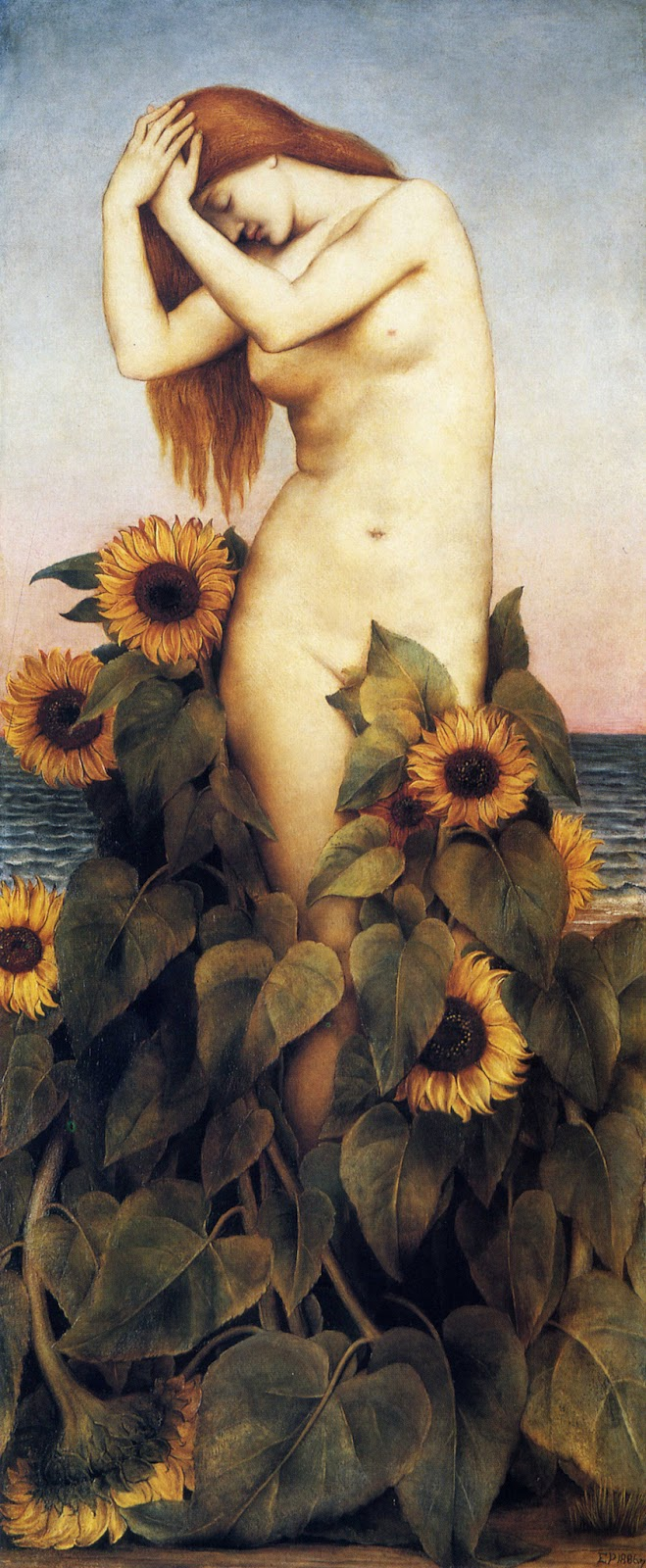
Clitia (1887)